# خورشیدگرفتگی ۷ اوت ۱۸۱۲
خورشیدگرفتگی ۷ اوت ۱۸۱۲ (به انگلیسی: Solar eclipse of 7 August 1812) یک خورشیدگرفتگی از نوع خورشیدگرفتگی جزئی بود. این خورشیدگرفتگی در تاریخ ۷ اوت ۱۸۱۲ روی داد که زمان اوج آن، ساعت ۵:۱۵:۵۰ به‌وقت ساعت هماهنگ جهانی بوده‌است.